# Casa Pellico
Casa Pellico è un edificio di origine medioevale, situato nel centro storico di Saluzzo, in Piazzetta Mondagli, vicino all’antica porta abbattuta nel 1890. 
Il suo nome è legato a quello dello scrittore italiano Silvio Pellico, che qui nacque il 25 giugno 1789 nell’appartamento del primo piano e trascorse i primi anni della sua vita, mantenendo sempre un certo legame con la città natale.
I restauri sono stati realizzati dal Comune di Saluzzo in seguito all’acquisto dell’edificio dall’ultimo proprietario, il poeta-professore Silvio Einaudi. La struttura portante dell’edificio è costituita da quattro archi ogivali affrescati; all'ultimo piano vi è invece un sistema di loggette, attualmente murate, e una loggia chiusa e terrazzata al piano della piazzetta, sulla quale si affaccia il salone neoclassico elegantemente decorato.
La casa-museo è stata inaugurata nel 2011, in occasione delle celebrazioni per il 150º anniversario dell'Unità d'Italia, e ospita cimeli e manoscritti pellichiani, donati in maggioranza dalla sorella dello scrittore nel 1858. Al piano terra viene proiettato un video di presentazione dell’attività letteraria di Silvio Pellico. Il primo piano presenta invece una sala dedicata a una sequenza di riproduzioni di frontespizi de “Le mie prigioni”, pubblicata in numerose edizioni. Nella sala neoclassica è stata allestita la riproduzione di uno studio da scrittore del 1800.
Dal 2013 Casa Pellico è inserita nel circuito dell’Associazione Nazionale Case della Memoria.